# Gardiens de la nation Oglala
Les Gardiens de la Nation Oglala (Guardians of the Oglala Nation en anglais) étaient un groupe paramilitaire privé créé en 1972 par le président tribal , Dick Wilson, sous l'autorité du Conseil tribal des Oglalas . Il a opéré sur le territoire de la réserve indienne d'Oglala Sioux Pine Ridge au début des années 1970. Le groupe a été dissous après l'élection d'un nouveau président en 1976.

## Formation
Le 10 novembre 1972, le Conseil tribal des Oglalas a adopté plusieurs résolutions à la suite de la prise de contrôle du bâtiment du Bureau des Affaires indiennes à Washington DC, par des membres de l'AIM après la marche à travers les États-Unis. L'un d'eux a critiqué l' American Indian Movement (AIM) pour la destruction de documents lors de la prise de contrôle de l'immeuble, car cela a eu un impact négatif sur de nombreuses tribus amérindiennes par la perte de terres, de crédit-bail et d'autres documents financiers. Une autre résolution autorisait le président élu de la tribu, Dick Wilson, «à prendre toutes les mesures qu'il jugeait nécessaires pour protéger les vies et les biens et assurer la paix et la dignité de la réserve indienne de Pine Ridge » des Oglalas.
Wilson a bientôt utilisé cette autorité pour créer une nouvelle force de police privée, que les critiques ont appelé "l'escouade de goon", de son acronyme,. Les GOONs ont été financés par le gouvernement tribal. Dans son livre publié en 1991 sur la tribu et la réserve, l'auteur Peter Matthiessen soutient que le financement provient du détournement d'un programme fédéral de sécurité routière.
Les GOONs ont rapidement été accusés d'intimidation et de violence contre les opposants politiques de Wilson,.

## Rôle lors de l'incident de Wounded Knee
Le 27 février 1973, des manifestants locaux d'Oglala et des militants de l'AIM s'emparent du village de Wounded Knee, dans le Dakota du Sud, dans une manifestation armée contre leur tentative ratée de déloger Wilson de ses fonctions. Une impasse de 71 jours avec les forces de l'ordre commença. Les forces fédérales ont finalement été envoyées dans la réserve, car les forces de l'ordre fédérales ont compétence sur la plupart des affaires criminelles. Pendant l'impasse, les GOONs ont échangé des coups de feu avec les manifestants. Les GOONs ont également placé leurs propres barrages routiers. Le FBI  collabora étroitement avec et a soutenu le président tribal local et ses hommes. M. Wilson était connu pour sa corruption et son abus de pouvoir dans la réserve.

## Après Wounded Knee
Un rapprochement entre les forces de l'ordre fédérales et les dirigeants de l'opposition a été atteint en 1973. Mais les combats entre les GOONs et les militants de l'AIM sur la réserve se sont poursuivis après Wounded Knee. L'AIM a affirmé qu'au cours des trois années suivantes, plus de soixante personnes sont mortes violemment sur la réserve. Ce nombre a été contesté par Tim Giago, rédacteur en chef et éditeur à l'époque de Indian Country Today . Les GOONs ont été accusés d'agression, de meurtre et d'incendie criminel,,. Les activités du GOON lors des élections tribales de 1974 ont conduit la Commission des droits civils des États-Unis à signaler "un climat de peur et de tension". Wilson est resté en fonction et en 1974 a été réélu au milieu d'accusations d'intimidation, de fraude électorale et d'autres abus. Le taux de violence a grimpé dans la réserve alors que le conflit s’est ouvert entre les factions politiques au cours des trois années suivantes; Les habitants ont accusé la milice privée de Wilson d'une grande partie de celle-ci. Plus de 60 opposants au gouvernement tribal sont morts violemment au cours de ces années, dont Pedro Bissonette, directeur de l'Organisation des droits civiques Oglala Sioux (OSCRO),.
Al Trimble a été élu et a succédé à Wilson en tant que président de la tribu en 1976. Il a énuméré le démantèlement des GOONs comme le premier ordre du jour, et la milice disparu.